# Ralph Brinkhaus
Ralph Brinkhaus (Wiedenbrück, 1968. június 15. –) német politikus, a CDU/CSU-frakciószövetség elnöke.

## Karrier
2009-ben a Bundestag tagja lett. A nagykoalíciós kormánnyal kritikus képviselők között tartották számon.
2018 őszén a CDU/CSU Bundestag-frakciója – az Angela Merkel akkori kancellár által támogatott Volker Kauderrel szemben – vezetőjévé választotta.

## Magánélete
Gyakorló katolikus.